# ݐ
Bāʾ trois points souscrits en ligne ‹ ݐ › est une lettre additionnelle de l’alphabet arabe proposée durant des ateliers organisés par l’Isesco dans les années 1980. Elle est composée d’un bāʾ ‹ ب › diacrité de trois points souscrits en ligne horizontal au lieu d’un point souscrit. Elle n’est pas à confondre avec le pāʾ ‹ پ › dont les trois points sont vers le bas, ni avec le bāʾ trois points souscrits vers le haut ‹ ݒ ›.

## Utilisation
Cette lettre a été proposée, durant des ateliers organisés par l’Isesco dans les années 1980, pour transcrire une consonne occlusive glottale palatalisée /ʔʲ/ dans l’écriture du peul, transcrite avec un Y crocheté ‹ ƴ › dans l’alphabet latin.